# Pointe des Boeufs Rouges
La Pointe des Boeufs Rouges (3.516 m s.l.m.) è una montagna della Catena Pelvoux-Bans-Sirac nel Massiccio degli Écrins. Si trova nel dipartimento delle Alte Alpi.

## Caratteristiche
La montagna si trova ad oriente del Bans ed a sud dell'Ailefroide. Dal versante occidentale scende il glacier de la Pilatte mentre dal versante nord-orientale scende il glacier du Sélé.

## Salita alla vetta
La via normale di salita alla vetta parte dal refuge de la Pilatte. Dal rifugio si sale il glacier de la Pilatte fino alcol de la Condamine (3.422 m). Dal colle si risale la cresta sud-ovest del monte.
In alternativa si può partire dal Refuge du Sélé (2.511 m). Dal rifugio si sale al col du Sélé. Dal colle si sale la cresta nord della montagna.